# Tóc Tiên
Nguyễn Khoa Tóc Tiên (13 de mayo de 1989) es una cantante pop vietnamita que actualmente es considerada como una de las artistas favoritas entre las estrellas adolescentes.

## Carrera
En su momento tenía 19 años, cuando había lanzado dos álbumes. Lleva el nombre de una especie de flor. Fue alumna de Le Hong Phong Alta Escuela. En 2009, se mudó a California, Estados Unidos, para iniciar sus estudios en medicina de pregrado en el Pasadena City College. A pesar de ser generalmente reconocida como una estrella pop por los estudiantes vietnamitas, no se dio a conocer sobre esta situación por sus compañeros estadounidenses. 
Ella recientemente firmó un contrato con Thuy Nga / París, producciones de la Noche, y lanzó un álbum titulado My Turn. Tres videos que editó en Vietnam durante sus vacaciones de verano ha programado para su lanzamiento en el mes de septiembre.
El funcionario de la Agencia de Noticias de Vietnam describe a Toc Tien como, "Una de las adolescentes más reconocidas a nivel locales" (en Vietnam). VNExpress la llamó una "cantante de los estudiantes el amor."
También cabe destacar, que ha participado como actriz en películas como Furies (2022).

## Discografía
- Ơi Tình Yêu (Oh, Love) (2006)
- Nụ Cười Nắng Mai (Early Sunlight Smile) (2007)
- Tóc Tiên Thiếu Nữ (Young Woman) (2009)
- My Turn (2011)